# Colpoides
Colpoides is een geslacht van kevers uit de familie van de loopkevers (Carabidae). De wetenschappelijke naam van het geslacht is voor het eerst geldig gepubliceerd in 1931 door Jedlicka.

## Soorten
Het geslacht Colpoides omvat de volgende soorten:
- Colpoides formosanus Jedlicka, 1940
- Colpoides hauseri Jedlicka, 1931
- Colpoides kulti Jedlicka, 1952
- Colpoides pecirkai Jedlicka, 1931